# Mallee d'Eyre et York
Localisation
La mallee d'Eyre et York forme une écorégion définie par le fonds mondial pour la Nature (WWF) qui couvre une zone de plus de 60 000 km2 à cheval sur les péninsules d'Eyre et de Yorke, au sud de l'Australie-Méridionale. Elle appartient à l'écozone australasienne et au biome des forêts, terres boisées et broussailles méditerranéennes.